# Home Alone: The Holiday Heist
Home Alone: The Holiday Heist (en España Solo en casa 5 y en Hispanoamérica Mi pobre angelito 5) es una película estadounidense de 2012 protagonizada por Malcolm McDowell, Debi Mazar, Eddie Steeples y Christian Martyn.

## Elenco
- Christian Martyn como Finn Baxter.
- Jodelle Ferland como Alexis Baxter.
- Angelina Hantseykins como Sra. Kathleen Gidney
- Malcolm McDowell como Sinclair.
- Debi Mazar como Jessica.
- Eddie Steeples como Hughes.
- Ellie Harvie como Catherine Baxter.
- Doug Murray como Curtis Baxter.
- Edward Asner como Sr. John Carson
- Bill Turnbull como Simon.
- Peter DaCunha como Mason.

## Trama
Una mujer malvada llamada Señorita Kathleen Gidney (Angelina Hantseykins) quiere que sus tres secuaces roben algo especial en el museo como su plan. Quiere que consigan el cuadro de La viuda y se lo lleven. Así que espera que su objetivo se complete y se ríe como un maníaco.
La familia Baxter se muda de California a Maine y se instala en su nueva casa durante la temporada de Navidad. Finn Baxter (Christian Martyn) de 10 años y su hermana mayor, Alexis (Jodelle Ferland), son tecnófilos que se aíslan de sus padres Curtis (Doug Murray) y Catherine (Ellie Harvie) y del mundo exterior. Finn siempre está jugando su videojuego "Robo Infantry 3" y Alexis siempre está en su teléfono. Alentado por su padre a socializar, Finn se hace amigo de su vecino, Mason (Peter DaCunha), quien le informa sobre la leyenda de un gánster ahogado cuyo fantasma persigue el nuevo hogar de Baxters, dejando a Finn paranoico.
Mientras que la familia sale de su casa para ir de compras de Navidad, un grupo de ladrones enviado por Señorita Gidney que consiste en Sinclair (Malcolm McDowell), Jessica (Debi Mazar) y su nuevo safecracker Hughes (Eddie Steeples), llevar a cabo su plan para romper y robar un viejo, Perdido por mucho tiempo la pintura de Edvard Munch valorada en $ 85 millones, sin saber que la casa ahora está ocupada. Son incapaces de localizar la pintura en el sótano seguro, y como los Baxters regresan a casa, los ladrones rápidamente huyen. Por la noche, Curtis y Catherine se van para una fiesta de Navidad organizada por el nuevo jefe de Catherine, el Sr. Carson (Edward Asner). Finn y Alexis se quedan atrás; Sin embargo, el controlador de Finn es confiscado por sus padres. No se le permite jugar a videojuegos y Alexis sólo puede usar su teléfono para llamadas de emergencia.
Esa noche, después de haber visto la invitación del partido antes, los ladrones planean regresar, pensando que la casa será despejada de toda la familia. Los ladrones llaman a Señorita Gidney (con su gato mascota, el Sr. Bigotes), quienes les dicen que obtengan el retrato como su objetivo exitoso y, si fallan, serán castigados. Sinclair confía en Jessica y Hughes que la pintura que buscan es La Viuda, un retrato de su bisabuela y su familia que fue robada hace décadas para dárselo a Señorita Gidney. Mientras tanto, Finn se aventura en la casa y encuentra un controlador de repuesto. Comienza a jugar juegos de video. En busca de nuevas baterías para su controlador, accidentalmente cae una que rueda hacia abajo en el sótano. Finn le ha acompañado a Alexis para que lo recupere y encuentran la caja fuerte desbloqueada y una habitación secreta detrás de ella, que alberga la pintura que Sinclair está buscando. Atemorizado por el retrato, Finn huye y Alexis accidentalmente dispara una trampa y ella termina encerrada en la habitación.
Como una tormenta de nieve en curso empeora, Curtis y Catherine se ven obligados a permanecer en la fiesta de Navidad, preocupándose por sus hijos en casa. Con Alexis encerrado detrás de la caja fuerte, Finn va a comprar suministros en una ferretería para romper su salida, sólo ser capaz de permitir la cadena que es inútil. Después de tropezar con Sinclair, escucha el trío discutir planes para entrar en su casa. Finn se dirige a su amigo de videojuegos y su joven estudiante Simon (Bill Turnbull) acerca de la situación, pero Simon es al principio inconsciente. Finn instala numerosas trampas alrededor de la casa, incluyendo hielo en el patio (una trampa de la película original), un soplador de nieve que sopla mármoles en el garaje, un cartón lleno de alquitrán, una media llena de carbón, un poco de pan de jengibre de sabor desagradable Galletas y bolas de algodón y harina volando fuera del fregadero. Muy pronto, Curtis y Catherine son capaces de conducir a casa. Utilizando el gamertag de Finn y los detalles de su tarjeta de crédito de sus padres, Simon se pone en contacto con ellos para advertir sobre el peligro que tienen sus hijos, pero llaman a la policía en su lugar, pensando que Simon los secuestró.
De vuelta en la casa, Señorita Gidney tiene Sinclair, Jessica y Hughes capturan a Finn y lo detienen en la furgoneta hasta que llega Señorita Gidney y les dice que consigan el cuadro o no lo conseguirán. Sinclair y Hughes van a abrir la caja fuerte. Mason, sin embargo, salva a Finn lanzando bolas de nieve a Jessica, eventualmente incapacitándola. Señorita Gidney le ordena a Sinclair y Hughes que busquen el cuadro y se lo lleven, quiere preguntarle a Alexis dónde está el cuadro, pero Alexis se niega a responderle.Gidney Sinclair y Hughes entran a la caja fuerte, encontrando la pintura y Alexis, que amenaza con destruirla. Finn huye y libera a Alexis, mientras dispara la trampa que bloquea al dúo en el sótano, que es visto en la televisión de Simon por Simon y los policías que lo detuvieron. Con Jessica encerrada dentro de un muñeco de nieve, pero la señorita Gidney le pide a Finn que vea dónde está el cuadro de la viuda. Pero Finn se niega a responder y la empuja fuera de la casa y ella grita de pánico, la policía llega para arrestar a Señorita Gidney, su gato mascota y sus secuaces. La familia recibe cuatro pases de museo y $ 30,000 como recompensa por capturar a los criminales y recuperar la pintura. Como una disculpa, los padres de Finn envían a Simon un boleto de avión para regresar a casa y pasar la Navidad con su familia.
El día de Navidad, Finn recibe un snowboard y un paquete de expansión para "Robo Infantry 3". Alexis consigue una computadora de la tableta, y Finn y su papá consiguen a una guía que acampa. Finn decide tomar un descanso de los videojuegos y practicar el snowboard con Mason, que ahora es su mejor amigo. La escena final muestra a los delincuentes que tienen sus tiros de la taza tomados en la comisaría mientras que una policía femenina empalma una copia de los tiros de la taza en un retrato.